# Корисні копалини Естонії
Естонія не багата на мінеральні ресурси. На території Естонії виявлені родовища горючих сланців, торфу, фосфоритів і нерудних будівельних матеріалів. 

## Торф
Запаси торфу складають близько 2 млрд т. Усього враховано близько 7000 торфових боліт. Родовища торфу пов'язані з болотними відкладами голоцену. Промислові запаси торфу в країні на межі XX-XXI ст. оцінюються в 1,5 млрд т.

## Горючі сланці
Естонія має в своєму розпорядженні найбільші в Європі родовища горючих сланців. Родовища сланців входять у Прибалтійський сланцевий басейн. Промислові шари кукерситів пов'язані з нижньою (Естонське родовище) і верхньою (Тапаське родовище) частинами кукрузеського горизонту середнього ордовика. Балансові запаси станом на кінець XX ст.: Естонського родовища 3,7 млрд т, Тапаського — 2 млрд т, питома теплота згоряння відповідно 7,1-13,0 і 8,8-12,6 МДж/кг. Естонські експерти вважають, що резерви горючих сланців достатні для їх видобутку протягом близько 50 років.

## Фосфорити
Естонія займає 1-е місце в Європі за запасами фосфоритів. Родовища фосфоритів розташовані головним чином на півночі країни і пов'язані з пісковиками ордовика. Руди ракушнякові, залягають на глибині до 200 м. Понад 90% запасів припадає на родовища Тоолсе і Раквере. На 1998 запаси фосфоритів (млн т): загальні — 118,1; підтверджені — 109,8. Вміст корисного компонента в рудах — 12,5 % (P2O5). Частка у світі — 2,17 %.

## Нерудні корисні копалини
На території республіки відомі родовища карбонатних гірських порід, глин, піску і піщано-гравійні суміші. Розвідано понад 40 родовищ вапняку і доломіту, із загальними запасами бл. 400 млн м³, прогнозні ресурси 50 перспективних родовищ понад 3 млрд м³. Найбільші родовища вапняку пов'язані з гірськіми породами силуру і ордовика. Як облицювальний камінь придатний силурійський доломіт родовища Каарма на острові Сааремаа. Загальна потужність промислової пачки 1,3-4,6 м, запаси родов. 0,6 млн м³. Виявлено 8 родовищ керамічних глин, загальні запаси яких 40 млн м³. У різних районах Естонії виявлено понад 730 родовищ (запаси 990 млн м³) будівельного піску і піщано-гравійної суміші, які пов'язані з водно-льодовиковими відкладами. Скляні і формівні піски виявлені у відкладах девону (родовище Піуза, запаси 3,2 млн т). Для виробництва щебеню використовують льодовикові валуни. На території Естонії відомі також родовища сульфідно-мулових і сапропелевих лікувальних грязей. Найбільше значення має родовище Вярска (затока Чудського озера), де прогнозні ресурси оцінюються в 45 млн м³.